# Ashley Judd
Ashley Judd (født 19. april 1968 i Los Angeles, USA) er en amerikansk skuespillerinde. Hun er kendt fra film som Heat og High Crimes.